# Buin (Chile)
Buin es una comuna y ciudad chilena ubicada en la Región Metropolitana, en el sector sur de la conurbación de Santiago. Y perteneciente a la provincia de Maipo. Se encuentra a solo 35 km al sur de la capital regional, siendo posible acceder a la comuna directamente a través de la Ruta Panamericana o Autopista del Maipo, o por el km 27 de la Autopista Acceso Sur a Santiago sin mayores complicaciones. Integra junto con las comunas de Calera de Tango, Paine y San Bernardo el Distrito Electoral N° 30 y pertenece a la 7.ª Circunscripción Senatorial (Santiago Poniente). Buin limita al norte con la comuna de San Bernardo, al este, con la comuna de Pirque, al sur, con la comuna de Paine, y al oeste, con la comuna de Isla de Maipo.

## Etimología
La palabra Buin es de origen indígena peruano, proveniente del río Buin en la provincia de Huaylas (departamento de Áncash), y que significaría "Tierra a Gusto".
No obstante, hay fuentes que le dan un origen autóctono, proveniente del mapudungun huimn que significa "hallarse en un lugar, casa, hogar".

## Historia
La ciudad fue fundada bajo el gobierno del presidente Manuel Bulnes Prieto el 14 de febrero de 1844, honrando el triunfo obtenido en la batalla de los puentes de Buin —en el marco de la guerra contra la Confederación Perú-Boliviana—, donde las fuerzas que comandaba el teniente Colipí, permitieron que el Ejército de Chile pudiera avanzar hasta el pueblo de Yungay, donde las fuerzas confederadas fueron definitivamente derrotadas el 20 de enero de 1839.
Mediante decreto se aceptó la donación de los terrenos que hicieron vecinos de este lugar para construir una plaza, un sitio para levantar una iglesia y una casa consistorial.
Francisco Solano Asta-Buruaga y Cienfuegos escribió en 1899 en su Diccionario Geográfico de la República de Chile: 88  sobre el lugar:

Buin.-—Villa capital del departamento de Maipo, situada en los 33° 44' Lat. y 70º 46' Lon. Está asentada en medio de contornos planos y feraces á cinco ó seis kilómetros de la orilla sur del río Maipo en un sitio de 385 metros de altitud, distando 33 kilómetros al S. de la ciudad de Santiago y 51 al N. de la de Rancagua; queda á un kilómetro al O. de la estación de su nombre en el ferrocarril entre esas ciudades. Contiene 2,313 habitantes, regular iglesia, oficinas de registro civil y correos, cuatro escuelas gratuitas, &c. Fundóse por decreto de 14 de febrero de 1844 en terrenos, cedidos al efecto por Don José Molina, Don Luis Goicolea y Don Francisco Lafebre, y nombróse así en memoria de la batalla del río Buin en el Perú, ganada por el ejército de Chile el 6 de enero de 1839. Creado el departamento de Maipo por ley de 10 de diciembre, se la erigió en su capital.

El geógrafo chileno, Luis Risopatrón describe a Buin como una ‘villa’ en su libro Diccionario Jeográfico de Chile en el año 1924:: 102 

Buin (Villa) 33° 44' 70° 45' . Es formada por unas 45 manzanas, cortadas en ángulo recto por calles regulares, con servicio de correos, telégrafos, rejistro civil i escuelas públicas i se encuentra en medio de contornos planos i feraces, con buenas arboledas, en la banda S del curso medio del rio Maipo, a un kilómetro al W de la estación de aquel nombre, del ferrocarril central; fué fundada por decreto de 14 de febrero de 1844, con el título de villa i nombróse así en memoria de la batalla ganada por el ejército chileno, en el Perú, en las márjenes del rio Buin, del Huaras, el 6 de enero de 1839. 62, n, p. 96 nota al pié; 66, p. 319; 68, p. 44; 155, p. 87; i 156; pueblo en 63, p. 279; i 101, p. 497; i ciudad en 115, pl. 41.

## Medio ambiente

### Geomorfología y componentes abióticos

Trazado simplificado de los ecosistemas y cuerpos de agua presentes en la comuna de Buin.

La comuna de Buin se encuentra emplazada en la unidad geomorfológica de Cuenca de Santiago; y presenta según la clasificación climática de Köppen clima mediterráneo de lluvia invernal (Csb) y clima mediterráneo de lluvia invernal de altura (Csb (h)). Esta además se halla en la cuenca hidrográfica de Río Maipo. Además, la comuna posee diversos cuerpos de agua, entre los que se destacan el Río Angostura, Río Clarillo y Río Maipo.

### Componentes bióticos
Dentro del territorio de la comuna se pueden hallar los siguientes ecosistemas:
- Bosque esclerófilo mediterráneo andino donde predominan Quillaja saponaria y Lithrea caustica (Vulnerable)
- Bosque espinoso mediterráneo andino donde predominan Acacia caven y Baccharis paniculata (Vulnerable)
- Bosque espinoso mediterráneo interior donde predominan Acacia caven y Prosopis chilensis (Vulnerable)

### Medidas de protección ambiental y conflictos socioambientales
Hasta 2022, la comuna de Buin cuenta con las siguientes zonas que cuentan con algún nivel de protección ambiental:
- Cerros Alto Jahuel-Huelquén (Sitios ERB)[15]
- Cordón de Cantillana (Sitios Ley 19.300)[16]
- Humedal Río Maipo de Isla de Maipo (Humedal urbano)[17]

## Demografía

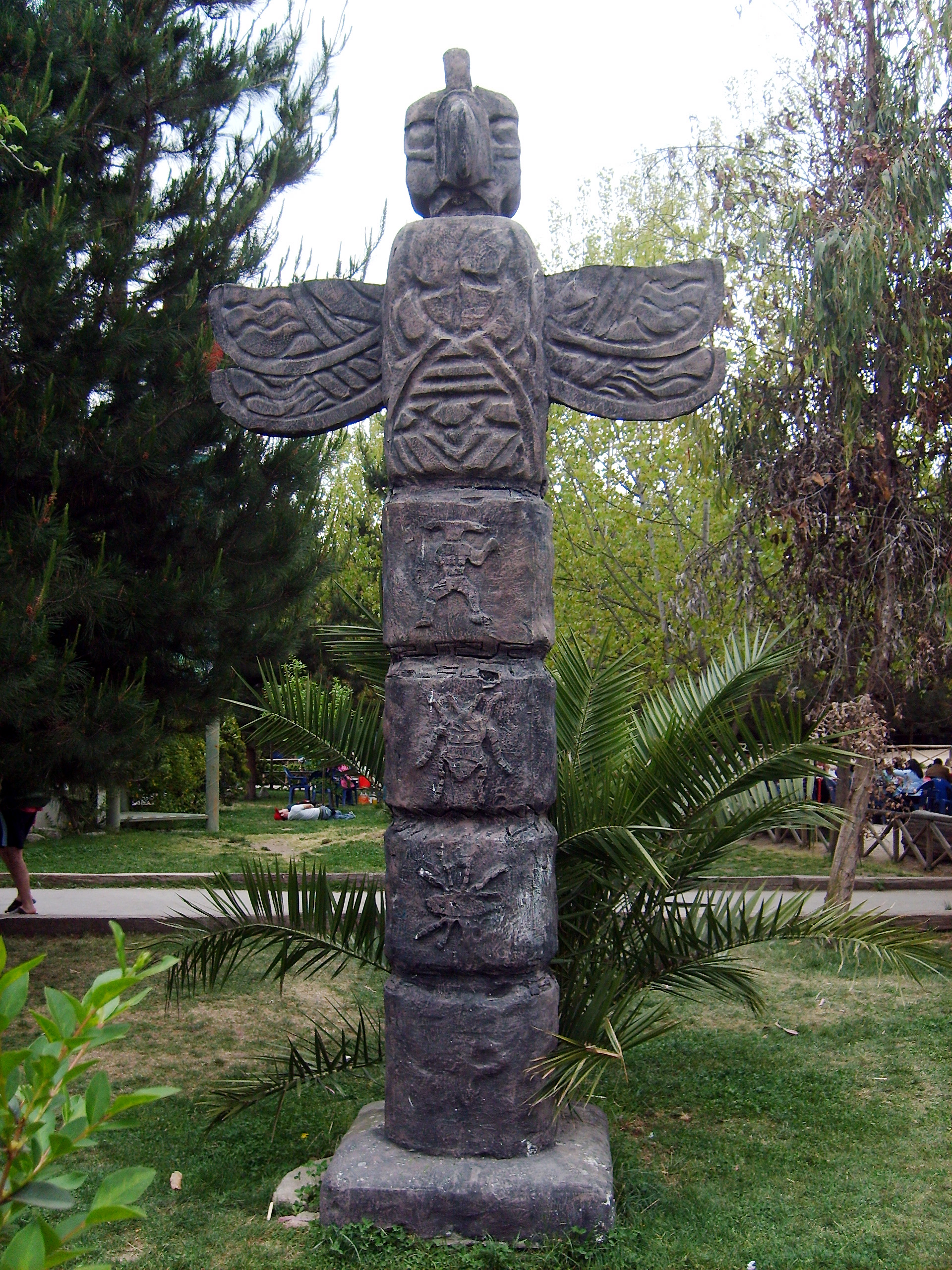
Tótem del Zoológico de Buin.

La comuna de Buin tenía 52 792 habitantes en 1992, según el censo de ese año elaborado por el INE. En 2002, los datos censales mostraron un aumento de 20,1 % en la población comunal, que fue entonces de 63 419 habitantes. De estos, 53 506 constituyen población urbana, y 9913, rural.
El censo mostró también que la comuna tiene más mujeres (31 979) que hombres (31 440), con un índice de masculinidad de 98,3 %. Sin embargo, en el ámbito rural, esta relación se revierte, ya que la población masculina (5099) supera a la femenina (4818) con un índice de masculinidad de 105.8 %.
En la década 1992-2002, la ciudad de Buin pasó de 33 059 habitantes a 40 091 (21,1 % de aumento). Según el censo del INE, de 2002, las siguientes localidades de la comuna de Buin tenían más de 1000 habitantes (información de la municipalidad en el 2016):
- Alto Jahuel: 8421. Altitud 508 m
- Maipo (pueblo): 15 369
- Valdivia de Paine (pueblo): 5999. Altitud 355 m

Otras localidades de la comuna de Buin son:
- Linderos: 8813 hbts
- El Rulo
- El Recurso
- Campusano
- Viluco 5005 hbts

Debido a su proximidad a la conurbación santiaguina, la comuna ha experimentado una fuerte expansión demográfica. Según el Censo de 2017, la comuna posee 96 614 habitantes, lo que significa un crecimiento de un 52,3 % respecto del año 2002. Además, el 50,7 % (49 039) son mujeres y el 49,3 % (47 575) son hombres.

## Administración

### Municipalidad
La Municipalidad la dirige el alcalde Miguel Araya Lobos (UDI), durante el período 2024 a 2028 estará asesorado por los concejales:
- Manuel Sánchez Guajardo (RN)
- Rodrigo Etcheberry Duhalde (UDI)
- Pedro Fuentes Hidalgo (Ind./UDI)
- Alejandro Baudrand Ossandón (REP)
- Patricio Silva González (PPD)
- Diego Calderón Gajardo (DC)
- Julio Lobos Calderón (FRVS)
- Tamara Aguilera Cartagena (PC)

### Representación parlamentaria
Buin pertenece al Distrito Electoral n.º 14 y pertenece a la 7.ª Circunscripción Senatorial (Región Metropolitana). De acuerdo a los resultados de las elecciones parlamentarias de Chile de 2021, Buin es representada en la Cámara de Diputados del Congreso Nacional por los siguientes diputados en el periodo 2022-2026:
Apruebo Dignidad (1)
- Marisela Santibáñez (Ind)

Socialismo Democrático (2)
- Raúl Leiva Carvajal (PS)
- Leonardo Soto Ferrada (PS)
- Camila Musante Müller (Ind/PPD)

Chile Vamos (1)
- Juan Antonio Coloma Álamos (UDI)

Fuera de coalición:
- Juan Irarrázaval Rossel (PRCh)

A su vez, en el Senado la representan Fabiola Campillai Rojas (Ind), Claudia Pascual (PCCh), Luciano Cruz Coke (EVOP), Manuel José Ossandon (RN) y Rojo Edwards (PRCh) en el periodo 2022-2030.

## Economía
En 2018, la cantidad de empresas registradas en Buin fue de 2.304. El Índice de Complejidad Económica (ECI) en el mismo año fue de 1,03, mientras que las actividades económicas con mayor índice de Ventaja Comparativa Revelada (RCA) fueron Cultivo de Arroz (264,62), Actividades de Bibliotecas y Archivos (140,54) y Servicios Personales de Fotografía (46,72).

### Turismo

#### Plaza de Armas de Buin

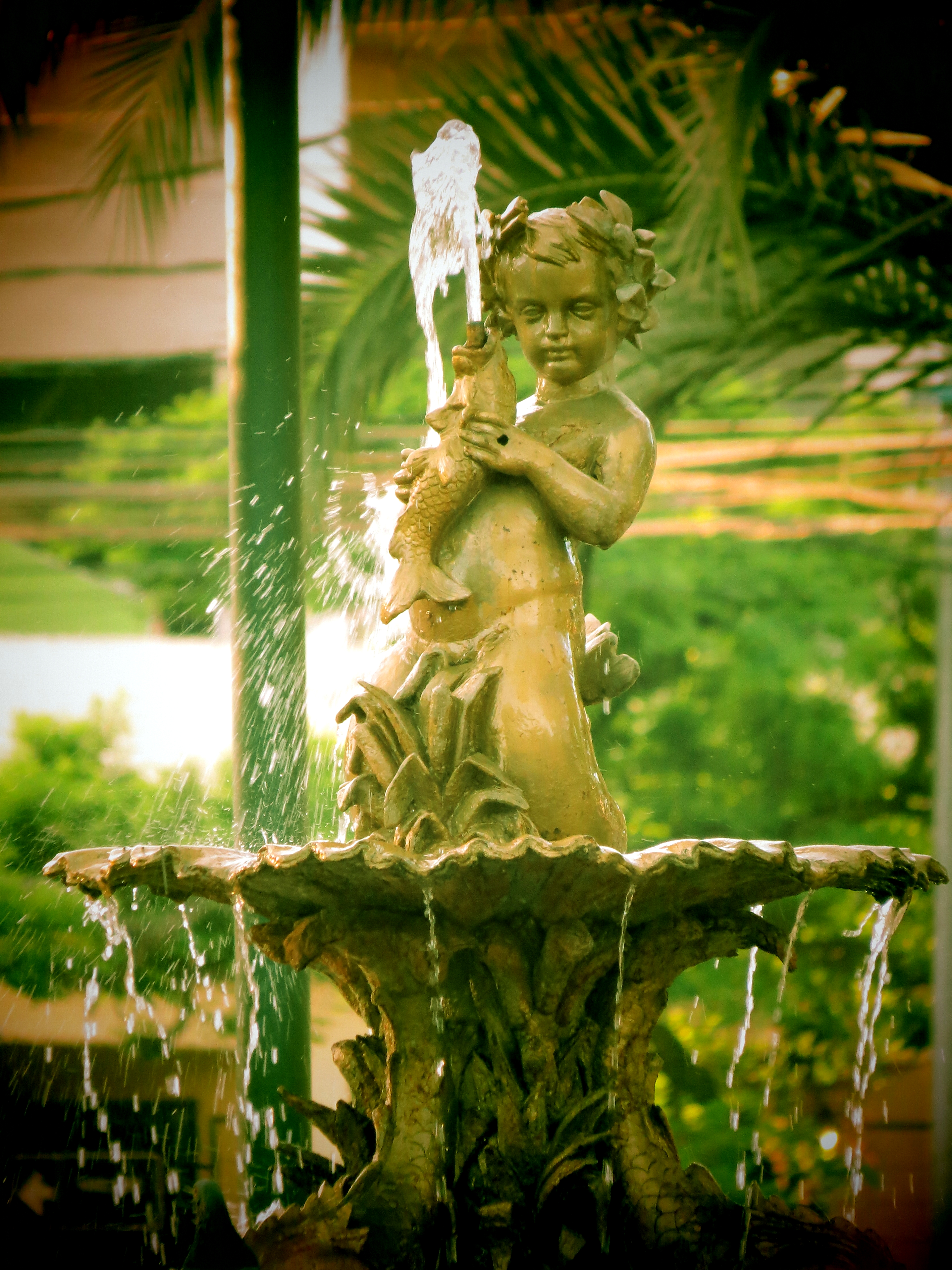
Fuente de agua de plaza de Buin.

Su primitiva estructura fue obra del gobernador Jorge Figueroa, nombrado por el presidente Balmaceda, por ser Buin cabecera del Departamento de Maipo, que comprendía la plantación de especies nativas, una glorieta y una pileta.
Durante la dictadura militar, el alcalde designado ordenó una serie de trabajos en la plaza, entre ellos, la destrucción de la antigua pileta, para levantar la que actualmente existe.
La figura del niño con el pez fue sacada del patio de luz de entrada del Hospital San Luis de Buin, para ser trasladada a este lugar. Esta figura es un trofeo de la Guerra del Pacífico, traída por un oficial chileno, integrante de las fuerzas de ocupación de Lima, y una figura semejante se encuentra en la entrada del cerro Santa Lucía por la alameda Bernardo O'Higgins.
En febrero se celebra tradicionalmente la semana buinense, fiesta conmemorativa de la fundación de la ciudad.
En abril de 2017 comenzaron trabajos de remodelación en la plaza —que deben finalizar a mediados de año— con el fin de dotarla de nuevas bancas y juegos infantiles, pintar el anfiteatro e instalar riego automático y modernizar con luces el agua de la pileta.

#### Zoológico
Buin cuenta con uno de los más modernos parques zoológicos de Chile. Tiene más de dos millares de ejemplares de 400 especies en 12 hectáreas. Se puede llegar a él en transporte público con el metrotren, bajándose en la estación Buin Zoo o buses que salen del terminal San Borja de Santiago.

#### Parque de la viña Santa Rita
La principal planta de la viña Santa Rita —con su parque, casa principal (fue de Paula Jaraquemada), capilla y bodegas, declarados Monumento Histórico en 1972— se encuentra en el poblado de Alto Jahuel de la comuna de Buin.

## Transporte
Buin se encuentra a unos 38 kilómetros de distancia del aeropuerto internacional de Santiago; con la capital está unido por la ruta 5, el Tren Rancagua-Estación Central —que tiene tres estaciones en la comuna: Buin Zoo, Buin y Linderos— y autobuses (terminal San Borja).

## Deportes

### Fútbol
La comuna de Buin ha tenido a dos clubes participando en los Campeonatos Nacionales de Fútbol en Chile.
- Lautaro de Buin.
- Comercio de Buin (Cuarta División 1983-1989).

Además en esta ciudad nació el arquero Claudio Bravo que pasó por clubes como el Colo-Colo, la Real Sociedad, el Fútbol Club Barcelona (dónde ganó 1 Copa de Europa como título más importante), y actualmente milita en el Real Betis. También es campeón de 2 Copa América con la selección de su país.
Rugby en Buin
Es un club deportivo de rugby sin fines de lucro formado en la comuna de Buin en la Región Metropolitana, que se conformo en el mes de Agosto del 2018
http://lautarorugby.cl/

### Automovilismo
En el sector de Valdivia de Paine, hay ubicado dos autódromos, ambos con superficie de tierra. El de Rancho del Sol (inaugurado en 2006) y el de Pyt's Park (inaugurado en 2018), con categorías de Fiat 600 (Standard, Promocional y Potenciados) y Turismo Multimarca 1600 c.c. (Standard y Potenciados). En ambos concurren pilotos tanto locales de las provincias y regiones vecinas del país, donde se realizan competencias durante todo el año.

## Medios de comunicación

### Radioemisoras
FM
- 90.1 MHz - Inicia Radio
- 94.9 MHz - Radio Azúcar
- 103.7 MHz - Radio La Mexicana
- 106.3 MHz - Radio Emoción
- 107.5 MHz - Radio Buin al día

ONLINE
- www.radiomaipo.cl - Radio Maipo Comunitaria